# 惡魔獵人 (遊戲)
《惡魔獵人》是卡普空于2001年8月23日发行的一款动作游戏。游戏中充满了黑暗的哥特式背景，混合了重金属音乐、工业音乐和音调优美的氛围电子乐做成鲜明对比。主角但丁喜欢嘲讽敌人，有着一半恶魔和一半人类血统的恶魔猎人，其父名为斯巴达，为魔界贵族。

## 歷史
在1999年，卡普空推出《生化危機3：復仇女神》後，曾擔任《生化危機2》遊戲監督的神谷英樹預備開發最新作《生化危機4》，公司內部同時打算推出生化危機系列外傳遊戲《生化危機：聖女密碼》，並交由世嘉屬下Nextech Corporation研發。於是遊戲開發人員去到歐洲的西班牙搜查各種各樣的城堡來設計遊戲的環境。神谷英樹所開發的《生化危機4》出來的時候，卡普空意識到初版在各方面都與以往生化危機系列的恐怖風格大有不同，於是開創一個名為「惡魔獵人（Devil May Cry）」的遊戲系列。雖然惡魔獵人系列幾乎所有角色都是新的，但一些怪物與以往生化危機系列的怪物十分相似，例如裝甲的怪物「刀怪」，與生化危機相似。Kyklops與其它生化危機系列中變大化蜘蛛相似。
《惡魔獵人》推出後如此受玩家歡迎，因為它的風格回歸到近似80年代末至90年代初期的2D遊戲風格，同時遊戲加入了3D效果以及一些創新風格、故事線、絕妙的電影配樂這些遊戲元素，並且帶有惡魔城的風格，惡魔獵人系列便成為獨當一面的遊戲。

## 故事
故事圍繞身為私家偵探兼惡魔獵人的但丁，他成立了一間事務所「Devil May Cry」，希望找到殺害自己母親的惡魔。《惡魔獵人》的開始，但丁的事務所受到神秘女子翠絲（Trish）突襲，她的樣貌跟但丁的母親伊娃非常相似，但丁以華麗的身手制服了翠絲，並且邀請翠絲成為他的合作夥伴。
整個故事與都借用了與「神曲」有關的名字，例如Inferno、purgatorio和paradiso等等地名源自「神曲」。角色的名字如但丁（「神曲」作者）、維吉爾（「神曲」中帶領但丁遊走地獄和煉獄的古羅馬詩人）、翠絲（來自「神曲」中帶領但丁遊走天堂的天使「貝德麗采」的名字簡音）都是取自「神曲」，使得遊戲背景純淨優美。

## 遊戲難易度
NORMAL
初次遊玩的正常模式，完成後才會出現其他模式。
EASY AUTOMATIC
最簡單的模式，主角有著比正常模式多 3 倍的體力。
HARD
完成正常模式之後，遊戲會由困難模式取代正常模式。
Dante Must Die!
遊戲的最高難度，頭目的攻擊是正常模式的 5 倍。

## 登場人物
但丁（Dante）
本作的主角。特徵是銀白色的頭髮和身穿紅色的大衣，使用的武器為大劍「力量之刃」和雙槍「黑檀&象牙」。但丁的母親伊娃（Eva）為人類，而父親為惡魔斯巴達（Sparda），故但丁具有半人半魔的身分。
名字源自神曲的作者但丁（Dante Alighieri）。
翠絲（Trish）
本作的女主角，名字源自於但丁一生單相思的戀人貝德麗采（Beatrice）。故事中的設定為跟但丁的母親有著一模一樣的容貌，为穆圖斯制造，用来引领但丁前往馬列特島。
維吉爾（Vergil）
但丁的雙胞胎哥哥，惡魔斯巴達（Sparda）的兒子。於第三代中出現，和但丁一樣擁有半人半魔的身分，同樣是一頭銀髮但身穿藍色大衣，性格跟但丁相反，冷酷少語。使用武器為外型酷似武士刀的「閻魔刀（Yamato）」，其強大實力和但丁不相上下。三代最後背負重傷向挑戰魔帝穆圖斯卻失敗，被改造成黑騎士尼洛·安傑羅（Nelo Angelo）於本作中出現。
斯巴達（Sparda）
但丁與維吉爾的父親。
伊娃（Eva）
但丁與維吉爾的母親。
尼洛·安傑羅（Nelo Angelo）
來自魔界的黑騎士。但丁的哥哥變成魔界的騎士而改的名字。
魔帝穆圖斯（Mundus）
魔界的統治者，本來在兩千年前與但丁的父親斯巴達交戰最後不敵斯巴達的力量而被斯巴達封印起來，而他趁著斯巴達的封印減弱的時候突破封印並在馬列特島上聚集自己的惡魔軍團且準備再次入侵人間；但是最後也是敗於但丁手下而再一次被封印。

## 外部連結
- （日語）官方網站